# Augustin Licot
Marie Honoré Octave Augustin Licot, ook Licot de Nismes, (Chimay, 3 januari 1827 - Brussel, 5 juli 1881) was een Belgisch industrieel en volksvertegenwoordiger.

## Biografie

### Familie
Augustin Licot was een zoon van Michel Licot (1783-1855) en Elisabeth Savary de Cerizy (1802-1883). Zijn vader was 'maître des forges', gemeenteraadslid van Chimay en burgemeester van Nismes.
Hij trouwde in 1847 in Brussel met Henriëtte Coghen (1825-1880), dochter van graaf Jacques Coghen, minister van Financiën, volksvertegenwoordiger, senator en gemeenteraadslid van Brussel. Ze kregen negen zoons en drie dochters, met afstammelingen tot heden.
Licot was de schoonbroer van de parlementsleden Auguste Dumon, Adile Eugène Mulle de ter Schueren en Théodore Mosselman du Chenoy en historicus en gedeputeerde Antoine Hennequin de Villermont.

### Carrière
Licot volgde in juni 1846 Joseph de Riquet de Caraman Chimay op als katholiek volksvertegenwoordiger voor het arrondissement Thuin en vervulde dit mandaat tot eind 1857.
Hij was beroepshalve eigenaar van staalsmelterijen en was grootgrondbezitter. Hij was bestuurder of commissaris van:
- S.A. pour la fabrication de l'acier par le procédé Chenot,
- Chemin de fer de Chimay,
- Canal de Blaton à Ath et de la Dendre,
- Linière de Saint-Gilles.